# Dolní Počernice
Dolní Počernice – część Pragi leżąca w dzielnicy Praga 9, na wschód o centrum miasta. W 2006 liczyła 2 190 mieszkańców.